# モルデハイ・ミルグロム
モルデハイ・ミルグロム (Mordehai (Moti) Milgrom) はイスラエルの物理学者で、レホヴォトのワイツマン科学研究所で素粒子物理学および素粒子天文学の教授を務めている。彼は1981年に暗黒物質や銀河の回転曲線問題に対して修正ニュートン力学（Modified Newston dynamics, MOND）を提唱したことで著名である。この中でミルグロムはニュートンの第2法則は微小加速度において修正が必要であることを示唆した。1980年-1981年および1985年-1986年にはプリンストンのプリンストン高等研究所に在籍していた。
ミルグロムは結婚しており、3人の娘の父親でもある。